# Gasteria tukhelensis
Gasteria pillansii és una espècie de planta suculenta del gènere Gasteria de la subfamília de les asfodelòidies (Asphodeloideae).

## Descripció

### Característiques vegetatives
Gasteria tukhelensis és una suculenta que creix més o menys sense tija, de fins a 250 mm d'alçada. Prolifera des de la base i forma agrupacions de fins a 700 mm de diàmetre amb 3-8 caps. Les arrels són suculentes i de fins a 5 mm de diàmetre. Les fulles són trencadisses i es produeixen en rosetes. Les seves fulles són triangular-lanceolats i falcades i fan de 120 a 250 mm de llarg i de 30 a 50 mm d'ample a la base; i es corben cap amunt i de vegades cap enrere. Ambdues superfícies són llises i brillants, i de color verd fosc amb taques blanques tènues disposades en bandes transversals fosques. La superfície superior es canalitza durant l'estació seca i la superfície inferior s'arronsa. Els marges foliars són minuciosament dentats fins a gairebé llisos, i les puntes són arrodonides o acaben en una punta afilada. Les fulles juvenils són dístiques, erectes fins a esteses. Tenen forma llengua i la seva superfície està coberta de petits tubercles.

### Inflorescències i flors
La inflorescència és un raïm que estén fins a 560 mm de llarg, sovint amb dues branques laterals. Es poden obrir fins a 11 flors al mateix temps. Les tiges de les flors són caigudes i de 12 a 17 mm de llarg. El periant és tubular, de 40 a 43 mm de llarg i uns 6 mm d'ample i rosat; la meitat superior és blanca amb estries verdes. Els estams sobresurten poc del periant. L'època de floració és a ple estiu.

### Fruits i llavors
Els fruits són oblongs i fan de 23 a 32 mm de llarg i les càpsules es posen erectes. Contenen llavors negres de 5 a 7 mm de llarg i 2 a 3 mm d'ample.

## Distribució i hàbitat
Gasteria tukhelensis es distribueix a la província sud-africana de KwaZulu-Natal, on es troba més o menys en un cinturó continu al llarg de les parts costaneres d'aquesta província; sempre confinada a les valls fluvials secs. G. batesiana es troba a les parts del nord de la província i G. croucheri més al sud. Fins al 2003 semblava haver-hi un buit en la distribució del gènere a la regió seca del riu Tugela. Amb el descobriment de Gasteria tukhelensis aquest buit es va omplir. Sembla que aquesta espècie es limita a la vall baixa del Tugela, prop de Kranskop, i sembla que es limita a les parets escarpades dels penya-segats (altitud 440 m). Es troba a les escletxes i als sortints rics en humus de les roques d'esquist a la sabana seca.

## Taxonomia
Gasteria tukhelensis va ser descrita per van Jaarsv. i va ser publicat a Bothalia 35: 164, a l'any 2005.
Etimologia
Gasteria : epítet derivat de la paraula del llatina "gaster" que significa "estómac", per la forma de les seves flors en forma d'estómac.
tukhelensis: epítet que deriva del nom zulú del riu Tugela.